# Lazy (Irving Berlin)
Lazy is een nummer dat werd geschreven door Irving Berlin in 1924. Het lied is opgenomen door verschillende artiesten, waaronder Al Jolson en Paul Whiteman in 1924. Een bekende versie werd uitgevoerd door Marilyn Monroe in de film There's No Business Like Show Business. Andere versies werden opgenomen door Bing Crosby in 1942, Ella Fitzgerald in 1958, Judy Holliday in 1980 en George Burns, die een deel van het nummer zong in een aflevering van The Lucy Show.